# Brahima Cissé
Brahima Cissé (né le 10 mai 1977 en République de Haute-Volta, aujourd'hui Burkina Faso) est un joueur de football international burkinabé, qui évolue au poste de défenseur.

## Biographie

### Carrière en sélection
Il joue douze matchs avec l'équipe du Burkina Faso, et figure notamment dans le groupe des sélectionnés lors des Coupes d'Afrique des nations de 1996, de 2000 et de 2002.

## Palmarès
US Forces armées
| - Championnat du Burkina Faso (1) : - Champion : 1998. - Vice-champion : 2002 et 2014. - Coupe du Burkina Faso (1) : - Vainqueur : 2010. - Finaliste : 1999 et 2009. |  | - Supercoupe du Burkina Faso (2) : - Vainqueur : 2000 et 2010. - Finaliste : 2002 et 2009. |